# Майнас, Рейнальдо
Рейнальдо Майнас (англ. Reynaldo Minus; род. 4 августа 1970) — багамский боксёр-профессионал, джорнимен, выступавший в первой тяжёлой и тяжёлой весовых категориях. Чемпион Багамских Островов в тяжёлом весе (1996, 1999).

## Профессиональная карьера
Дебютировал 25 ноября 1988 года. Выиграл свой первый бой нокаутом, а второй проиграл, также нокаутом. В 1988—1990 годах выступал в первом тяжёлом весе, затем перешёл в тяжёлый вес. Первоначально выступал преимущественно на Багамских Островах и в США против малоизвестных соперников, которых побеждал нокаутом или по очкам. С конца 1990-х годов уровень соперников стал более серьёзный, и Майнас стал выступать уже в качестве джорнимена против известных боксёров.
В числе известных соперников, которым он проигрывал досрочно (нокаутом или техническим нокаутом) были Генри Акинванде, Дэвид Айзон, Даниэль Николсон, Дэвид Дефиагбон, Шэннон Бриггс, Майкл Грант, Кевин Макбрайд и Элисер Кастильо. По очкам проигрывал Джамилю Макклайну и Жан-Франсуа Бержерону.
Последний бой провёл 8 апреля 2006 года против кубинца Элисера Кастильо, который проиграл нокаутом, после чего завершил профессиональную карьеру.